# Verbeaj, Voloveț
Verbeaj (în ucraineană Верб`яж) este localitatea de reședință a comunei Verbeaj din raionul Voloveț, regiunea Transcarpatia, Ucraina.

## Demografie
Componența lingvistică a localității Verbeaj
     Ucraineană (99,56%)
     Alte limbi (0,44%)
Conform recensământului din 2001, majoritatea populației localității Verbeaj era vorbitoare de ucraineană (99,56%), existând în minoritate și vorbitori de alte limbi.